# ریاض محمد اصفهانی
ریاض محمد اصفهانی (انگلیسی: Riyadh Mohammed Asfahani؛ زادهٔ ۱۳ مارس ۱۹۵۲) بازیکن فوتبال اهل سوریه بود.
وی به‌همراه تیم ملی فوتبال سوریه در بازی‌های المپیک تابستانی ۱۹۸۰ شرکت کرده‌است.